# KURASEEDS
『KURASEEDS』（クラシーズ）は、2021年4月1日から2022年9月29日までJ-WAVEで放送されていたラジオ番組。

## 概要
小学館が運営するウェブマガジン『kufura』（クフラ）とのコラボレーションにより企画・制作された朝の情報番組で、毎週月曜 - 木曜 5:00 - 6:00（日本標準時）に放送。
番組は、リスナーの暮らしを豊かにするヒントや家族との語らいのきっかけになるようなトピックスを日替わりで提供。番組放送時点で子育てをしている世代を主なターゲットにしていた。番組タイトルは「暮らし」と「SEEDS（種）」を組み合わせた造語で、「生活のアイディアの種」や「会話の種」をリスナーのもとへ届けることを意味していた。
ナビゲーターは、前番組『ZAPPA』に金曜担当で出演していた山中タイキと『kufura』の編集長である佐藤明美が務めていた。自身も子育て中である山中は、日によっては六本木ヒルズにあるJ-WAVEのラジオスタジオからではなく、家族と暮らしている神奈川県逗子市の自宅から中継出演することもあった。